# Walentina Jegorowa
Walentina Michajłowna Jegorowa z domu Wasiliewa (ros. Валентина Михайловна Егорова z domu Васильева; ur. 16 lutego 1964 w Izdierkinie, w rejonie morgauskim) – rosyjska lekkoatletka, maratonka.
Mistrzyni olimpijska z Barcelony (1992) i srebrna medalistka olimpijska z Atlanty (1996) w biegu maratońskim. Była uczestniczką maratonu na igrzyskach olimpijskich w Sydney (2000), ale nie ukończyła go. Wicemistrzyni Europy ze Splitu (1990). Mistrzyni świata w półmaratonie (1995).